# フリードリヒ・アルフレート・クルップ

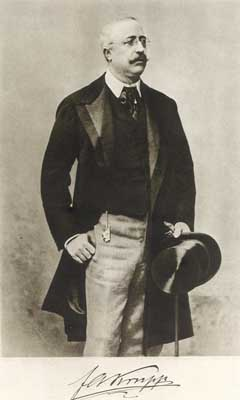
フリードリヒ・アルフレート・クルップ、1900年

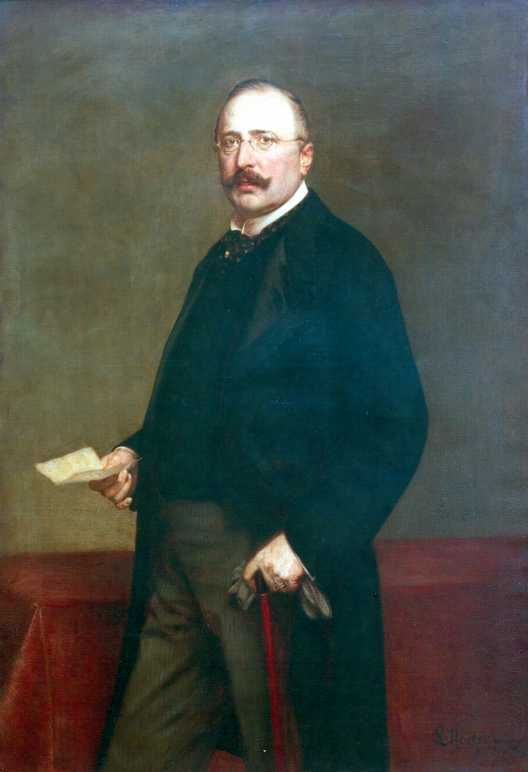
フリードリヒ・アルフレート・クルップ、ルートヴィヒ・ノスター画、1896年

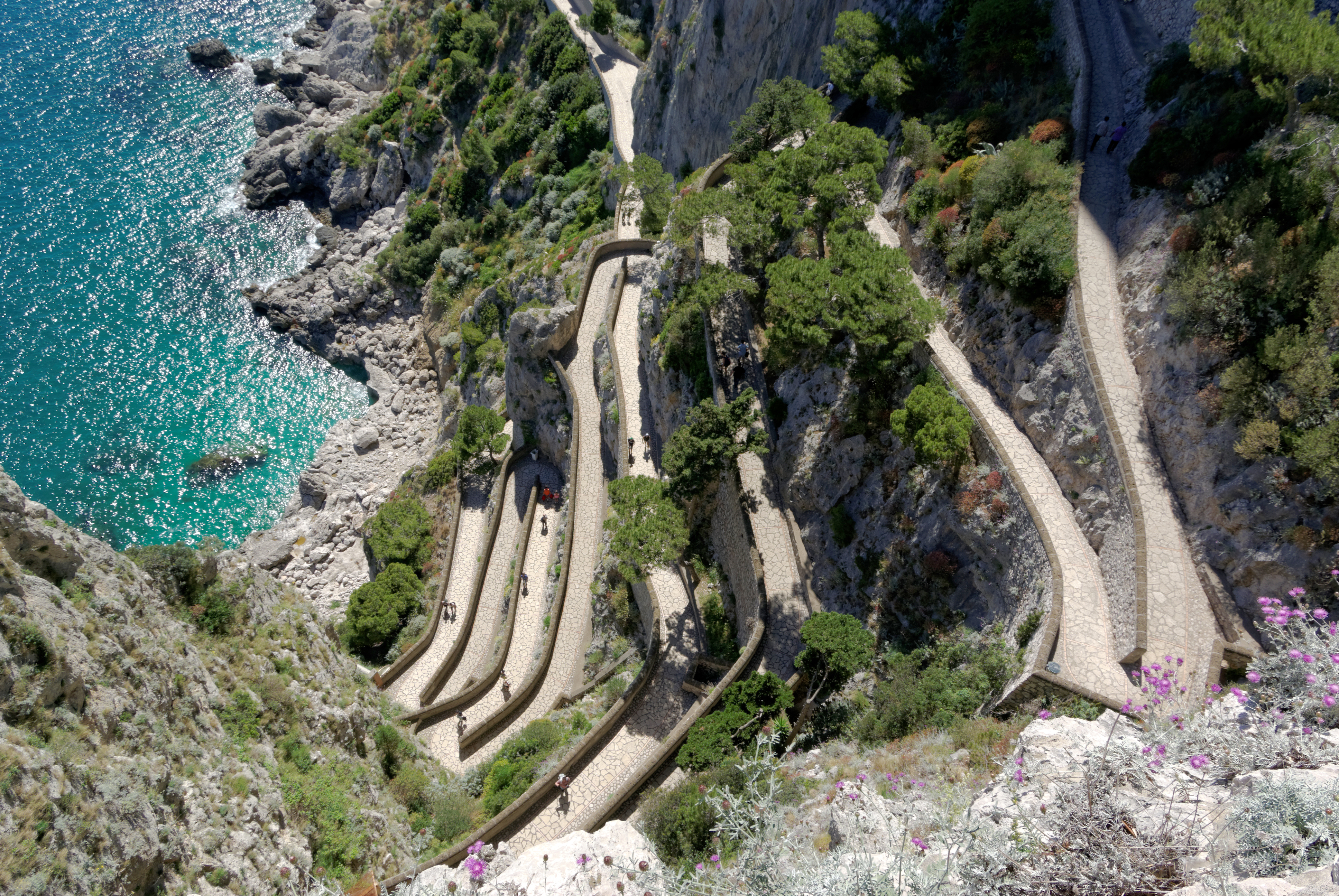
カプリ島のヴィア・クルップ

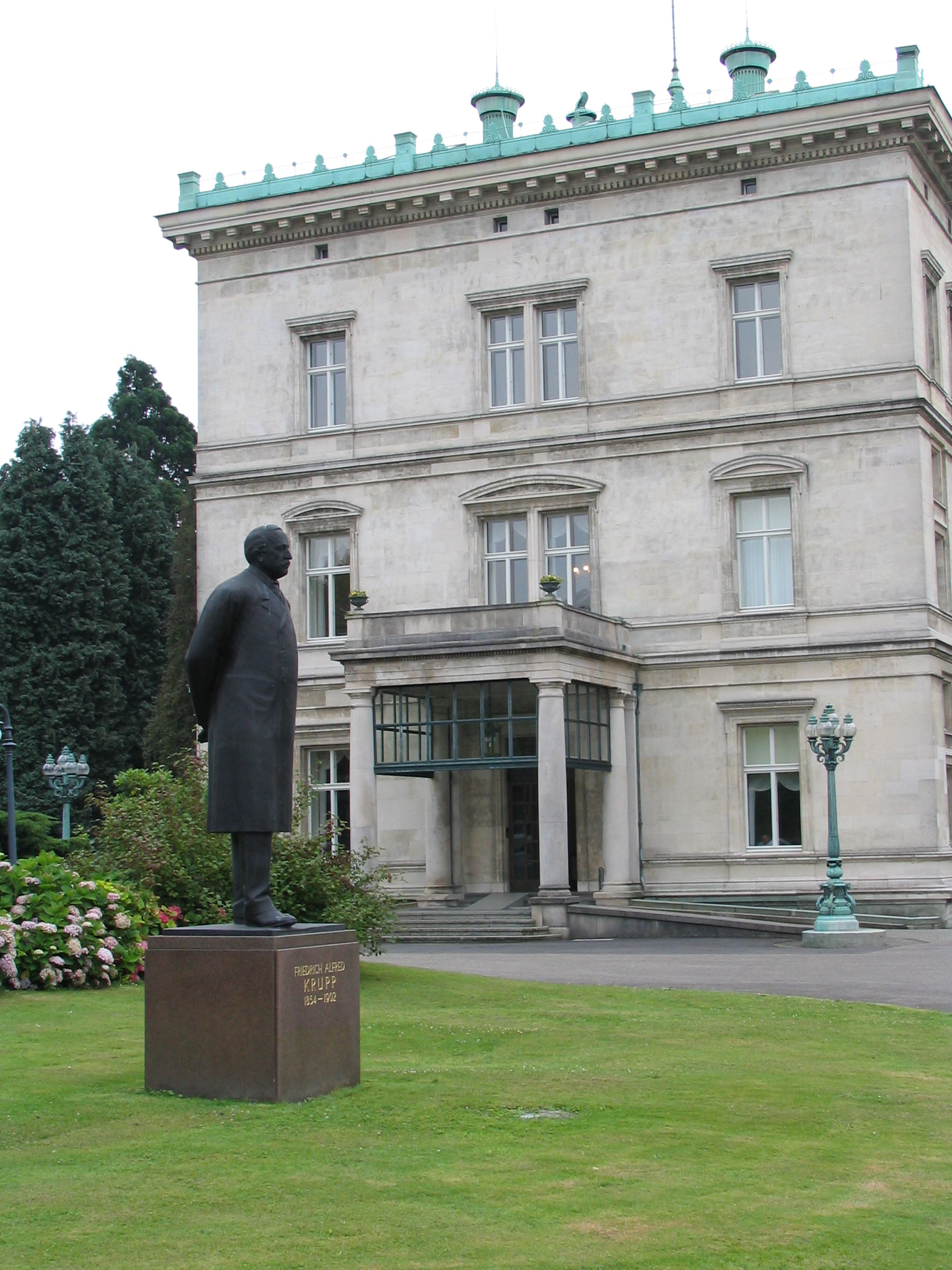
クルップ博物館（もとヴィラ・ヒューゲルの一部）に鎮座するフリードリヒ・アルフレート・クルップ像

フリードリヒ・アルフレート・クルップ（Friedrich Alfred Krupp, 1854年2月17日 エッセン - 1902年11月22日 エッセン）(フリッツ・クルップ、F.A.クルップ)は、ドイツの実業家、政治家。鉄鋼財閥クルップ社（ティッセンクルップ社の前身）の3代目当主。同性愛スキャンダルの標的となり、自殺に追い込まれた。

## 生涯
鉄鋼財閥の当主アルフレート・クルップの長男として生まれ、王立エッセン市民中等教育学校（Königlichen Gymnasium Essen）で学んだ後、1887年に父からクルップ鋳鉄工場（Krupp Gussstahlfabrik）を受け継いだ。
フリードリヒ・アルフレートの時代、工場はデュースブルクに新しくラインハウゼン製錬所（de:Hütten- und Bergwerke Rheinhausen）を設け、兵器生産を始めた。また従業員に対する社会保障対策を実施したおかげで、従業員数も倍加して約4万5000人に達した。社会保障は当時としては革新的で、フリードリヒ・アルフレートはエッセンのリュッテンシャイト地区に従業員住宅アルテンホーフ（Altenhof）を建てさせたことでも知られる。この住宅群は退職した従業員家族に無償で住居を提供するために建てられた。この素晴らしい老後の報償は、従業員にとっては工場での恐ろしく過酷な労働を耐えてでも手に入れたいものであった。
フリードリヒ・アルフレートは自由保守党に所属し、1893年から1898年まで、エッセン選挙区選出のドイツ帝国議会の議員を務めた。1882年にヘッセン＝ナッサウ州知事を務めたアウグスト・フォン・エンデ男爵（August von Ende）の娘マルガレーテと結婚し、間に長女ベルタ・クルップ（1886年 - 1957年）と次女バルバラ・クルップ（1887年 - 1972年）の2人の娘をもうけた。
フリードリヒ・アルフレートはカプリ島を愛し、1898年から1902年の間の冬季はカプリ島で過ごした。彼は同島の海沿いの急峻な岩壁を掘削させて複雑な坂道を造らせた。これは現在はヴィア・クルップと呼ばれ、島の名所として多くの観光客をひきつけている。
カプリ島でのフリードリヒ・アルフレートの主な活動は海洋研究であった。彼はこのカプリ島で動物学者のアントン・ドールンや医師のイニャツィオ・チェリオとの交流を楽しんだ。
1901年から1902年にかけての冬季、フリードリヒ・アルフレートが「フラ・フェリーチェ団（Congrega di Fra Felice）」というサークルに所属し、そのサークル主催の洞窟での会合や、同性同士での乱交を含む様々な祝宴に参加した、と報じられた。さらには祝宴の最中に撮られた写真によって、彼の相手のうち何人かは年端の行かない子供だということが判明した。フリードリヒ・アルフレートは、1902年6月に自分が同性愛スキャンダルの標的にされたことを知った。同年10月、フリードリヒ・アルフレートについての新聞の切り抜きを同封した差出人不明の手紙が妻マルガレーテ宛に送られてきた。彼女は夫と交流のあったヴィルヘルム2世に報告をしたが、進退窮まった皇帝とフリードリヒ・アルフレートは、妻がせん妄であるとして、マルガレーテを精神病院に封じ込める事にした。
同月15日と20日にはイタリアの新聞「プロパガンダ（Propaganda）」紙がフリードリヒ・アルフレートの少年愛を告発し、11月15日には社会民主主義系のドイツの新聞「フォアヴェルツ」紙が彼を同性愛者だと断罪した。
その1週間後の11月22日、フリードリヒ・アルフレートはエッセンの本邸ヴィラ・ヒューゲルの自室において自殺した。公式発表では死因は脳卒中とされていたが、一部の新聞は死因を自殺だと指摘した。
フリードリヒ・アルフレートはエッセンのホーエンブルク通りにあるクルップ家の墓所ケトヴィガー・トーア墓地（Friedhof am Kettwiger Tor）に埋葬された。墓所はエッセンの中央駅の拡張に伴い、1910年に中央駅の南側へ移転した。同家の墓所は1955年にエッセン市当局の命令で強制的に市営のブレーデナイ共同墓地（Friedhof Bredeney）へ移された。
フリードリヒ・アルフレートは遺言の中で一族の経営会社を合資会社へ転換させるように命じ、会社の株は長女のベルタに受け継がれた。

## 性格
傲慢で怒りっぽくエネルギッシュな父とは違い、フリードリヒ・アルフレートは性格と体質ともに虚弱で、生涯を通して多くの持病を抱えていた。彼は人当たりがよく同情心に富み、寛大で親切だった。無口でおどおどした様子に見えたが交渉術に長けており、アームストロング、シュナイダー、三井、ヴィッカース等との取引慣行に応じた。